# 마초넷
마초넷(영어: Machonet)은 영국의 사격 선수이다. 그는 아테네에서 열린 1896년 하계 올림픽에 참가했다.
성은 알려지지 않았으며 그리스어에서 잘못 음역했을 가능성이 있는 마초넷은 군사소총 종목에 참가했다. 그의 순위와 점수는 알 수 없지만 유일하게 알 수 있는 것은 42명의 참가 선수 중 13위 이내에 들지 못했다는 것이다.